# Duissern

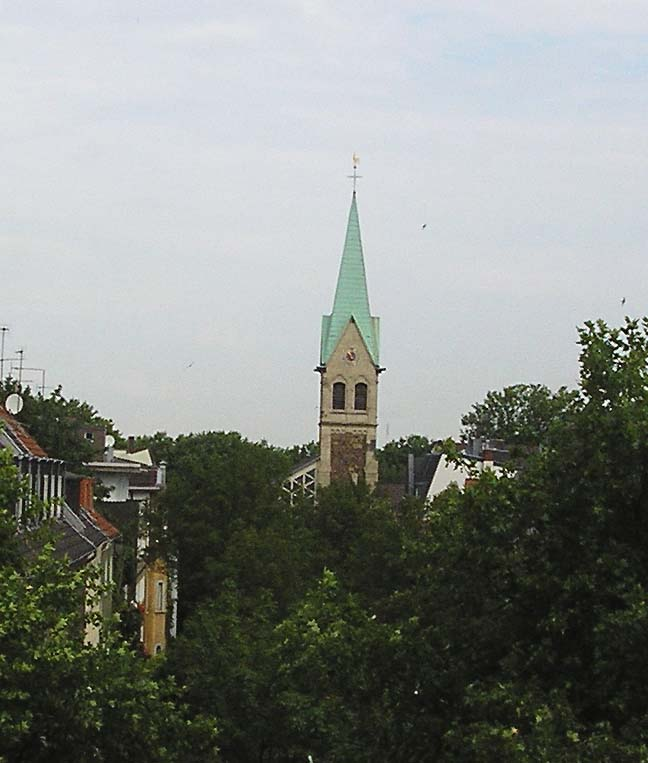
Lutherkirche in Duisburg-Duissern

Duissern [ˈdʏsɐn] ist einer der ältesten Stadtteile Duisburgs. Er besitzt 14.901 Einwohner (Stand: 31. Dezember 2023) und ist Teil des Duisburger Stadtbezirks Duisburg-Mitte. Der Stadtteil grenzt im Osten an den Stadtteil  Speldorf der Stadt Mülheim an der Ruhr.

## Geschichte

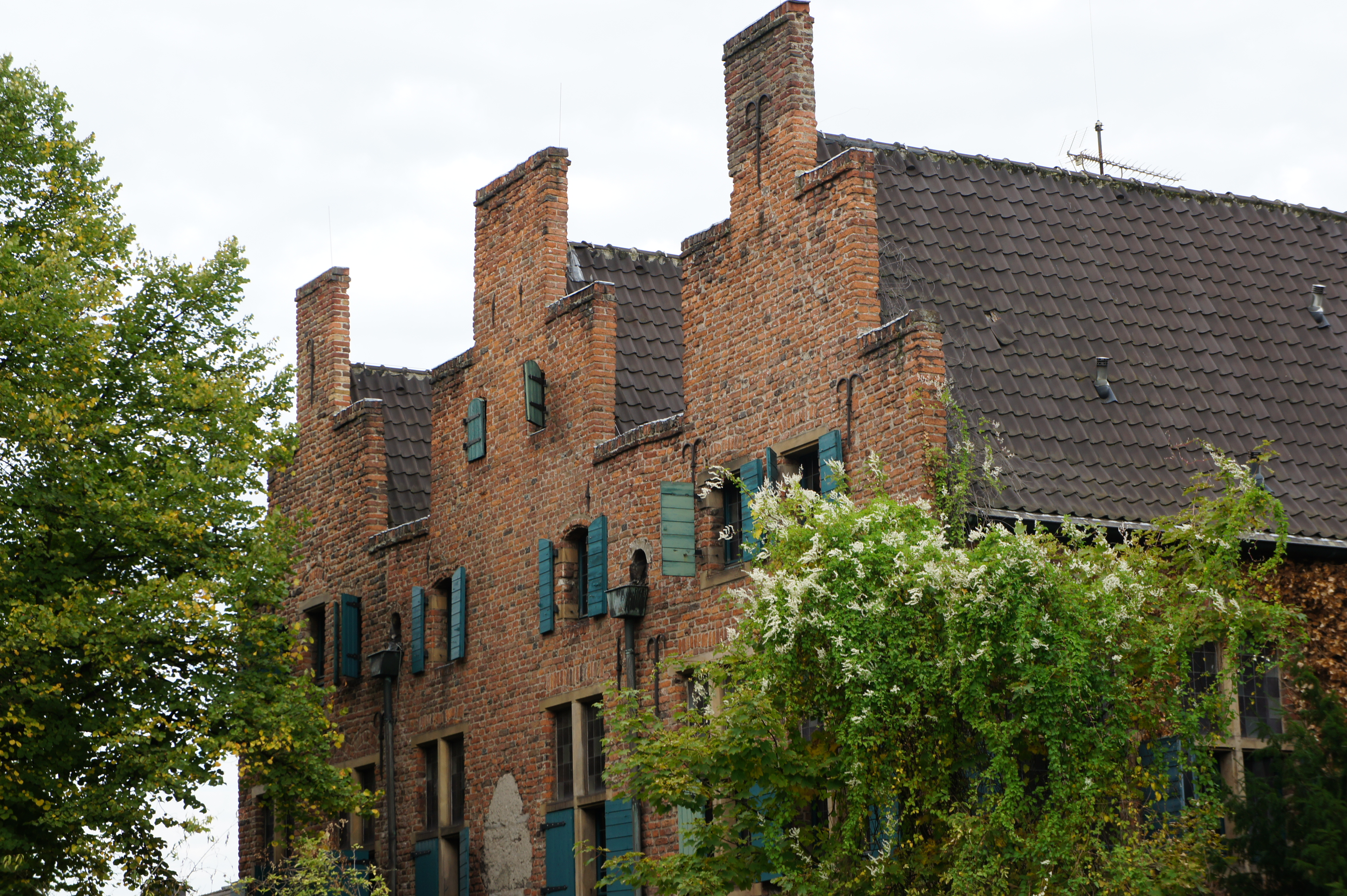
Das von Duisserner Nonnen errichtete Dreigiebelhaus in der Duisburger Altstadt

Die Stadt Duisburg gehörte zu jenen mittelalterlichen Städten, deren Gebiet sich nicht ausschließlich auf das Areal innerhalb der Stadtmauern beschränkte. Zum Gebiet der Stadt gehörten auch die Bezirke der zum Königshof Duisburg gehörenden Land- und Forstbereiche. Auf diesem Gebiet außerhalb der Stadtmauern lagen drei Ortschaften: Wanheim, Angerhausen und Duissern. Da diese Orte durch den Rat der Stadt Duisburg verwaltet wurden, nannte man sie Ratsdörfer. Das Ratsdorf Duissern war ein Straßendorf am Westfälischen Hellweg, dem alten fränkischen Heerweg, der von Osten kommend an der Mündung der Ruhr in den Rhein endete.
Schriftlich erwähnt wird Duissern 1059 als Diusseron. 1228 schenkten Heinrich, Archidiakon von Lüttich und dessen Bruder Konrad von Dyck der Johanniterkommende Duisburg ihren Hof in Duissern. Im November 1234 genehmigte Erzbischof Heinrich I. von Köln dem Duisburger Bürger Alexander auf seiner Allode in Duissern die Errichtung einer Kirche für das dortige im gleichen Jahr neu gegründete Kloster Duissern. Als Filialkloster des Zisterzienserinnenklosters Saarn unterstand auch das Duisserner Kloster der geistlichen Aufsicht durch die Abtei Kamp. Nachdem das Kloster in Duissern, das sich an der Ecke Oranien- und Hansastraße befand, wo Grabungen in den 1920er Jahren Überreste des abgetragenen Klosters zutage brachten, mehrmals niedergebrannt war, übersiedelten die Zisterzienserinnen 1582 nach Duisburg. Hier erwarben die Duisserner Nonnen 1608 das Dreigiebelhaus, das älteste heute noch vorhandene Wohngebäude in der Stadt Duisburg, und ließen sich dort nieder.
Anfang des zwanzigsten Jahrhunderts wurde die seit dem Mittelalter bestehende Fährverbindung über die Ruhr durch die 1907 eingeweihte und 1997 vollständig erneuerte Aakerfährbrücke ersetzt. Nahe der Brücke gab es 1955 bis 1966 einen Hubschrauberflugplatz mit Linienverbindung nach Eindhoven und Brüssel sowie Dortmund (1957 bis 1962).

### Diphtherie-Epidemie von 1932
Im Jahre 1932 grassierte in Duissern eine Diphtherie-Epidemie, der über 200 Menschen zum Opfer fielen. Der Krankheitsherd wurde im damaligen Wohnlager „Am Werthacker“ festgestellt. Am Tiefpunkt der Weltwirtschaftskrise waren viele Menschen, als Folge der grassierenden Arbeitslosigkeit, von Nahrungsmangel geschwächt und konnten sich im Winter kaum Brennstoff leisten. Zusammen mit der mangelhaften Hygiene gerade in Notwohnlagern war dies der ideale Nährboden für Krankheiten und Seuchen.

## Das heutige Duissern

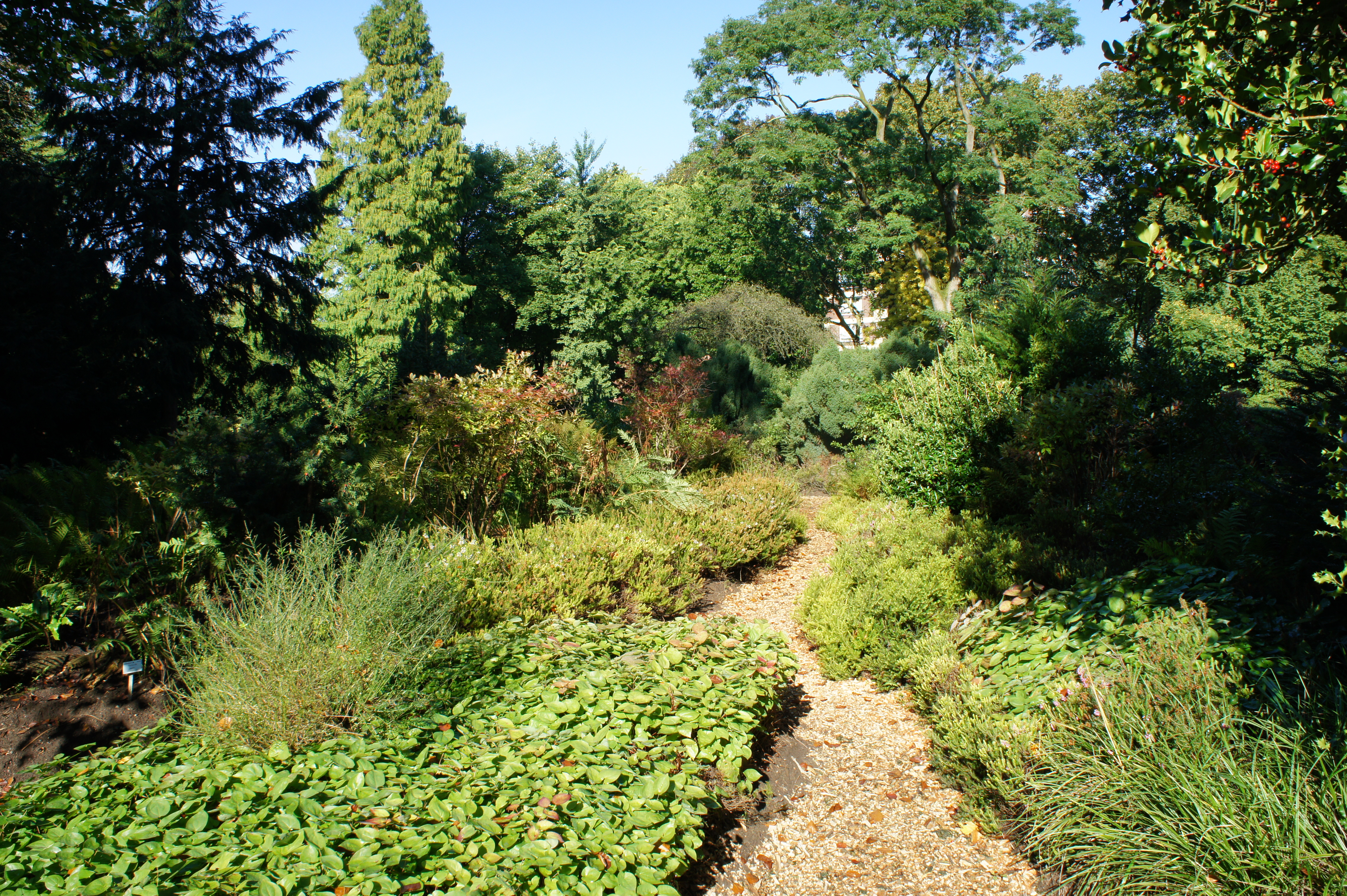
Botanischer Garten in Duisburg-Duissern

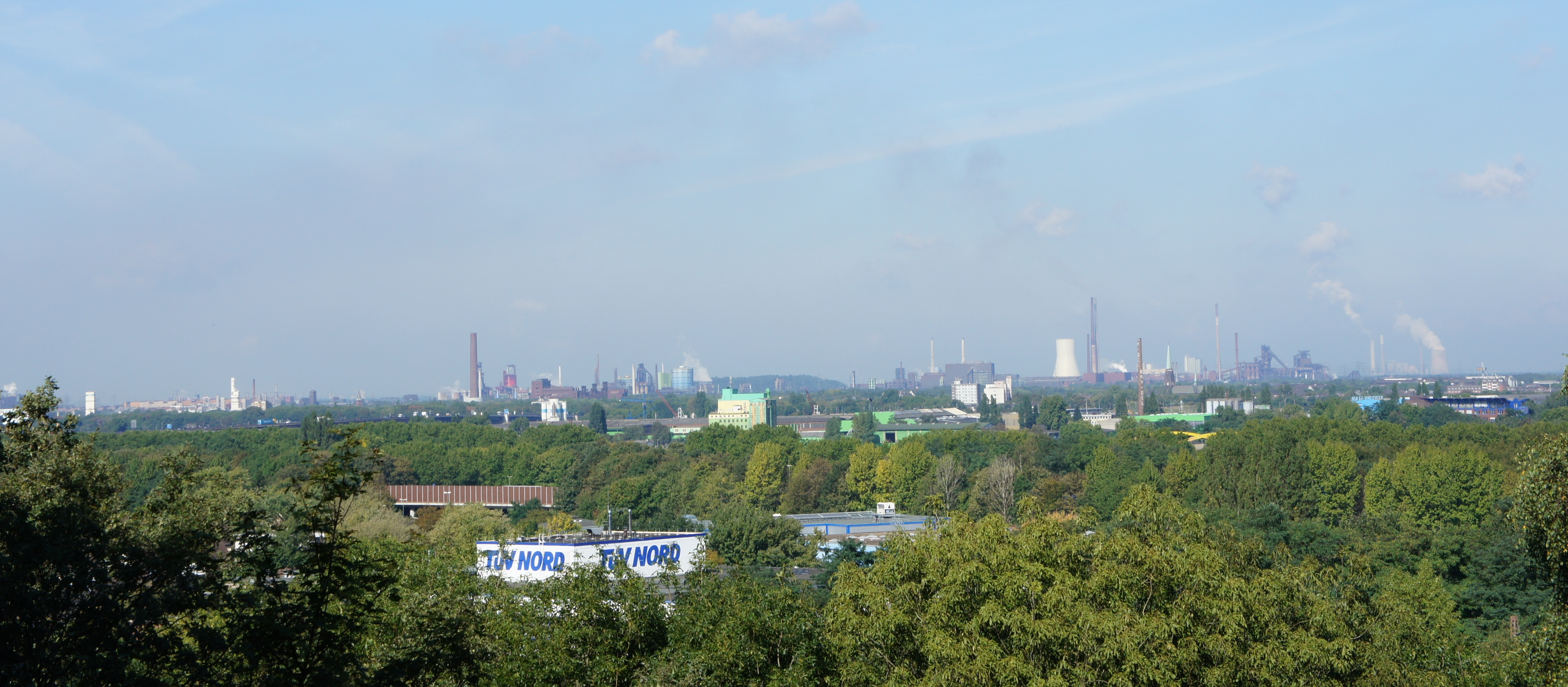
Blick vom Aussichtspunkt Kaiserberg Richtung Duisburg-Nord

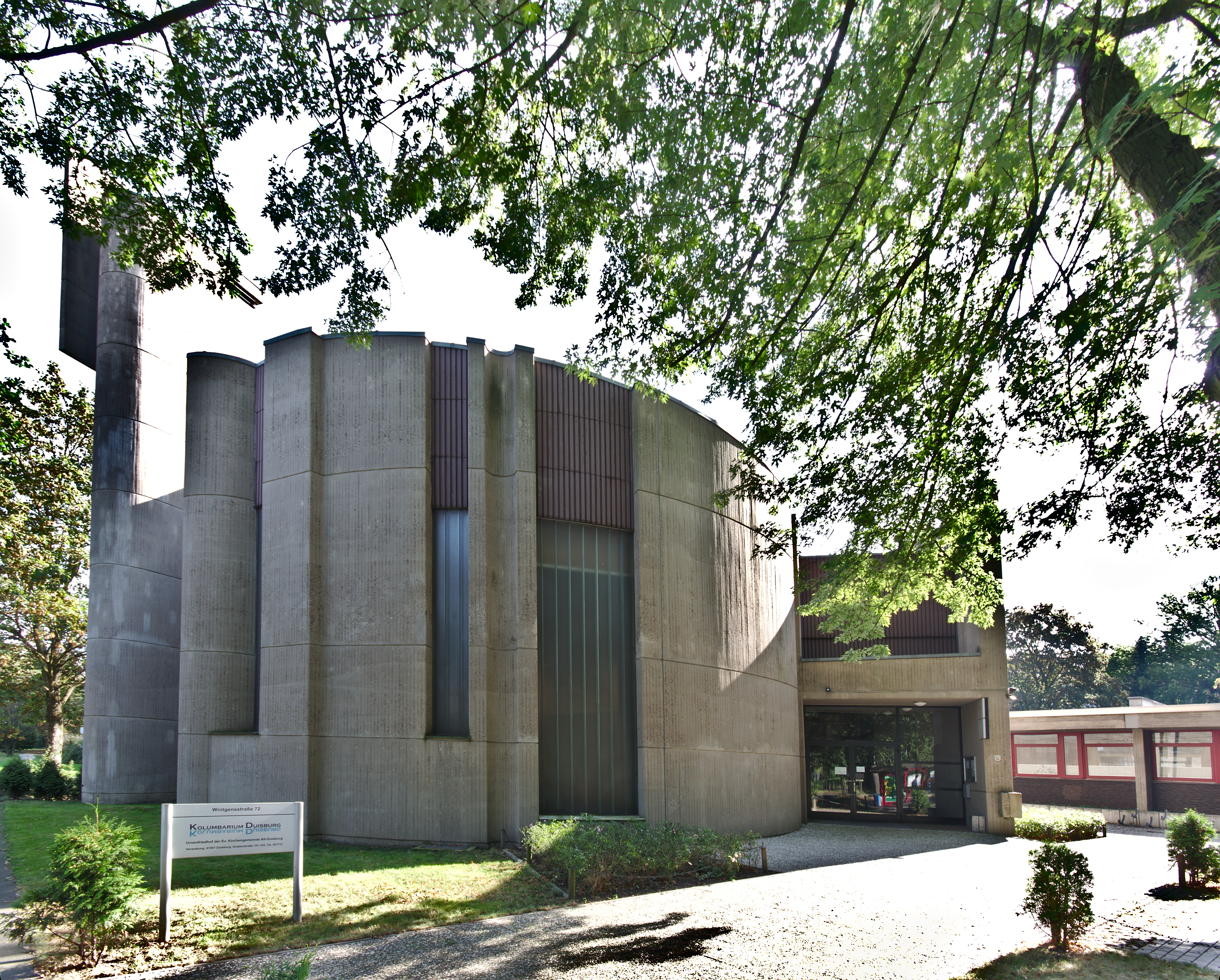
Kolumbarium an der Wintgensstraße

Der heutige Stadtteil gehört zum Stadtbezirk Mitte und hatte in den 1970er Jahren etwa 20.000 Einwohner. Ende 2013 leben in Duissern 14.386 Menschen.
In Duissern ist seit 1934 der Zoo Duisburg beheimatet. Hier befinden sich der Kaiserberg und das gleichnamige Autobahnkreuz Kaiserberg, wo sich A 3 und der Ruhrschnellweg A 40 kreuzen.
In Duissern steht auch die Hauptfeuerwache, die Feuerwache mit den meisten Feuerwehrfahrzeugen in Duisburg.
Duissern grenzt unmittelbar an den Hauptbahnhof und den Duisburger Campus der Universität Duisburg-Essen. Den Stadtteil durchzieht ein Grüngürtel, der vom Goerdeler-Park am Hauptbahnhof über die Königsberger Allee bis zur Schweizer Straße am Fuß des Kaiserbergs reicht. Dort befindet sich auch der 1890 angelegte, zwei Hektar große Botanische Garten mit einheimischen Pflanzen, aber auch Mammutbäumen, Ginkgo oder Araucarien. Der nördlichste Teil des Duisburger Stadtwalds liegt auf Duisserner Gebiet.
Im Bereich um die Wintgensstraße kann es mitunter sehr laut werden, da sich hier die Hauptfeuerwache von Duisburg befindet.

## Werthacker
Der Werthacker ist eine Siedlung in Duissern, bestehend aus den Straßen Werthacker, Auf dem Werth und Schwiesenkamp im Dreieck zwischen südlichem Ruhrufer, Autobahnkreuz Kaiserberg und den diversen Bahndämmen von Duisburg Hbf nach Oberhausen und Mülheim. Das Ortseingangsschild legt nahe, dass er ein eigenständiger Stadtteil sei, er gehört aber offiziell zu Duissern.
Bereits um 1930 stand auf dem Areal der späteren Siedlung eine Ansammlung aus neun langgestreckten, parallel angeordneten Gebäuden, vermutlich handelte es sich um Baracken eines Notquartiers für heimatlose Opfer der Weltwirtschaftskrise.
Die Siedlung in ihrer heutigen Gestalt entstand als Neubaumaßnahme nach dem Zweiten Weltkrieg. Die ersten Häuser rund um die Kapelle waren 1952 bereits errichtet, anno 1963 war die gesamte Siedlung fertig gebaut.
Benannt wurde der Werthacker nach einer ehemaligen Ruhrinsel (Werth).
Bis heute wird das Gesellschaftsleben durch die Siedlergemeinschaft Duisburg e. V., die für den Bau gegründet wurde, aufrechterhalten. Als Vereinslokal diente der Keller der Kapelle. Diese wurde später säkularisiert, teilweise abgerissen und ganz als Versammlungszentrum genutzt.

## Verkehr

### Straße
Duisburg-Duissern besitzt eine Autobahnanschlussstelle (Duisburg-Duissern) an der A 59. Diese Anschlussstelle befindet sich unmittelbar südlich an das Autobahnkreuz Duisburg angeschlossen, sodass auch die A 40 (E 34) schnell erreicht werden kann. Diese ist in Duisburg-Duissern ebenfalls über die Anschlussstelle Duisburg-Kaiserberg im Kreuz Kaiserberg erreichbar, sodass Duisburg-Duissern auch über einen Anschluss an die A 3 (E 34 (Nord) E 35) verfügt. Die Emmericher Straße ist außerdem Teil des ehemaligen Duisburger Abschnitts der B 231.

### ÖPNV
Der U-Bahnhof Duissern ist ein Verkehrsknotenpunkt des öffentlichen Personennahverkehrs in Duissern. Ihn bedienen die Duisburger und zugleich Düsseldorfer Stadtbahnlinie U79 und die Duisburger Straßenbahnlinie 903. Oberirdisch bestehen Umsteigebeziehungen zu den Buslinien 930 und 931. Betrieben werden alle diese Linien von der Duisburger Verkehrsgesellschaft (DVG), die Linie U79 wird im Gemeinschaftsbetrieb mit der Rheinbahn, die Linie 939 im Gemeinschaftsbetrieb mit der STOAG gefahren.

## Wirtschaft
In Duissern befinden sich mit den Firmen Krohne Messtechnik und den Espera-Werken zwei international tätige Familienunternehmen.

## Sportvereine
- Sportverein Duissern 1923 e. V.
- Duisburger Sportclub Preußen von 1901 e. V.
- Polizei Sportverein Duisburg 1920 e. V.
- Post SV Blau-Weiß Duisburg e. V.
- TKD Duisburg
- DSC Kaiserberg 1947 e. V. (Tischtennis)